# Tim Rossmann
Tim Rossmann (* 11. November 2003 in Bietigheim-Bissingen) ist ein deutscher Fußballspieler.

## Karriere

### Verein
Nach seinen Anfängen in der Jugend des FSV 08 Bietigheim-Bissingen wechselte er im Sommer 2019 in die Jugendabteilung des Karlsruher SC. Nach insgesamt 16 Spielen in der B-Junioren-Bundesliga und 23 Spielen in der A-Junioren-Bundesliga, bei denen ihm insgesamt 12 Tore gelangen, erhielt er dort seinen ersten Profivertrag und debütierte am 15. Mai 2022, dem 34. Spieltag, bei der 0:2-Auswärtsniederlage gegen den 1. FC Heidenheim in der 2. Bundesliga, als in der 61. Spielminute für Kilian Jakob eingewechselt wurde. In der folgenden Saison 2022/23 bestritt er 13 Zweitligaspiele für die Badener. Zu Beginn der anschließenden Spielzeit kam Rossmann in den ersten vier Spielen zum Einsatz, ehe er sich verletzte und den Rest der Saison ausfiel.
Zur Saison 2024/25 wechselte Rossmann zum Ligakonkurrenten Fortuna Düsseldorf. Bei seinem ersten Pflichtspieleinsatz erzielte Rossmann beim 2:0-Auswärtssieg am 4. August 2024 gegen den SV Darmstadt 98 kurz nach seiner Einwechslung gleichzeitig seinen ersten Treffer im Profibereich.

### Nationalmannschaft
Rossmann debütierte als Nationalspieler am 11. Mai 2022 in Hobro bei der 0:1-Niederlage der U19-Nationalmannschaft gegen die U19-Nationalmannschaft Dänemarks; dabei wurde er zur zweiten Halbzeit für Jascha Brandt eingewechselt.